# Parang (Maguindanao)
Parang é um município de  primeira classe de renda municipal (d) na província Maguindanao do Norte, nas Filipinas. De acordo com o censo de 1 de maio  de  2020 possui uma população de 102 914 pessoas e 17 712 domicílios.